# Nadesse
Die Nadesse (französisch: Ruisseau de Nadesse) ist ein Fluss in Frankreich, der in der Region Okzitanien verläuft. Sie entspringt an der Gemeindegrenze von Cox und Brignemont, entwässert generell in nordöstlicher Richtung und mündet nach rund 24 Kilometern im Gemeindegebiet von Verdun-sur-Garonne  als linker Nebenfluss in die Garonne. Auf ihrem Weg durchquert die Nadesse die Départements Haute-Garonne und Tarn-et-Garonne.

## Orte am Fluss
(Reihenfolge in Fließrichtung)
- Cox
- Les Tropbious, Gemeinde Cabanac-Séguenville
- Bouzigues, Gemeinde Gariès
- Caumont, Gemeinde Lagraulet-Saint-Nicolas
- Feuga, Gemeinde Beaupuy
- Bouillac
- La Médecine, Gemeinde Savenès
- Nadesse, Gemeinde Verdun-sur-Garonne

## Sehenswürdigkeiten
- Kloster Grandselve, ehemalige Zisterzienserabtei aus dem 12. Jahrhundert am Flussufer bei Bouillac